# Abu’l-Hasan al-Tamgrouti
 (mars 2025).
 (décembre 2023).
 al-Tamgrouti  était un auteur et diplomate marocain de l’époque saadienne. Il fut diplomate à Istanbul pendant le règne de Mourad III. Il est reconnu pour son rihla ou il décrit son voyage à Istanbul entre 1590 et 1591.